# Super Sidekicks 2: The World Championship
Super Sidekicks 2: The World Championsip (Tokuten-ō 2: Real Fight Football) est un jeu vidéo de football développé et édité par SNK en 1994 sur Neo-Geo MVS, Neo-Geo AES et sur Neo-Geo CD (NGM 061),,.

## Série
1. Super Sidekicks (1994)
2. Super Sidekicks 2: The World Championship (1994)
3. Super Sidekicks 3: The Next Glory (1995)
4. The Ultimate 11: SNK Football Championship (1996)
5. Neo Geo Cup '98: The Road to the Victory (1998)